# Flughafen Tumaco

i7
i11
i13
Der Flughafen Tumaco (spanisch Aeropuerto La Florida, IATA-Code: TCO, ICAO-Code: SKCO) ist ein Regionalflughafen in Kolumbiens Südwesten, der die Pazifikküste und das Departamento de Nariño bedient. Er liegt auf einer Insel und ist über mehrere Brücken mit der Großgemeinde Tumaco verbunden, das Stadtzentrum ist vier Kilometer entfernt. Er ist tagsüber in Betrieb und verfügt über eine asphaltierte Start- und Landebahn mit einer Länge von ca. 1600 × 30 m in Richtung 06/26. Obwohl er den Betrieb von Boeing 737 und Douglas DC-9 ermöglicht, liegt der Schwerpunkt heute auf kleineren Flugzeugen wie Fokker 50, Embraer ERJ 145, Antonow An-32, CASA C-295, Lockheed C-130, ATR 72 und alle Arten von Turboprops.
Der Platz verfügt über ein Drehfunkfeuer mit Entfernungsmesser (VOR/DME) als Navigations- und Anflughilfe.

## Fluglinien und Ziele
- Avianca –  Cali, Bogotá
- Satena – Cali